# Санта-Крус-де-Бесана
Санта-Крус-де-Бесана (ісп. Santa Cruz de Bezana) — муніципалітет в Іспанії, у складі автономної спільноти і провінції Кантабрія. Населення — 13 482 осіб (2022).
Муніципалітет розташований на відстані близько 340 км на північ від Мадрида, 7 км на захід від Сантандера. На півночі він обмежується Кантабрійським морем (Біскайська затока), на заході — П'єлагос, на півдні — Камарго і на сході — Сантандером. Муніципалітет розташований в зоні впливу столиці Кантабрії, тому входить до комарки Сантандер.
На території муніципалітету розташовані такі населені пункти: Асоньйос (Azoños), Маоньо (Maoño), Момпія (Mompía), Пресанес (Prezanes), Сансібріа́н (Sancibrián), Санта-Крус-де-Бесана або скорочено Бесана (адміністративний центр), Сото-де-ля-Маріна (Soto de la Marina).

## Демографія
Динаміка населення (INE ):

## Пляжі
- Пляж Сан-Хуан-де-ля-Канал (Playa de San Juan de la Canal[es]) є напівміським із золотистим піском і сильними вітрами. Розташований в Сото-де-ла-Маріна. Він має приємну набережну та середній рівень обслуговування. Поруч є однойменний канал.
- Пляж де Ковачос (Playa de Covachos[es]) є ізольованим, нудистським і тихим, до якого важко підійти пішки. Він розташований у дуже привабливому місці. Має якісний золотистий пісок і дуже чисту воду. У ньому є штучний водоспад, який утворюється в результаті відведення води від природної течії. З нього можна потрапити на Ісла-дель-Кастро за допомогою піщаного томболо.
- Пляж Хортін є невеликим і маловідомим. Має оглядову площадку.

## Свята і вечірки
- День Хреста відзначається кожного 3 травня в Бесані.
- Свято Сан-Хуан відзначається кожного 23 червня в Сото-де-ла-Маріна.
- Свято Ель-Кармен відзначається щороку 16 липня в Пресанес.
- Свято Лас-Ньєвес і Сан-Сальвадор: відзначається щороку 6 серпня в Лас-Ігерас, Сото-де-ля-Маріна.
- Свято Сан-Роке відзначається кожного 16 серпня в Бесані.
- Свято Сан-Августин відзначається кожного 28 серпня в Пресанес.
- Національний ярмарок старих помідорів: садівничий фестиваль найважливіших помідорів в Іспанії. Його відзначають в останні вихідні серпня в Бесані.
- Ель-Агва (Свято води) відзначається в останні вихідні серпня в Маоньйо.
- Свято Юди Тадео відзначається щороку 9 вересня в Сото-де-ля-Маріна.
- Свято Сан-Ципріано відзначається щороку 16 вересня в Сансібріані.
- Свято Сан-Матео відзначається кожного 21 вересня на Альто-де-Сан-Матео в Маоньо.
- Свято Діви Росарії відзначається в першу неділю жовтня в Момпії.

## Спортивні клуби муніципалітету
- «Центро Депортіво Бесана» (Centro Deportivo Bezana[es]) — футбольний клуб регіональної ліги.
- «Маріна спорт» (ісп. Marina Sport) — футбольний клуб кантабрійської ліги.
- «Райо Санта Круз» (ісп. Rayo Santa Cruz) — футбольний клуб регіональної ліги.
- «А. Б. Бесана-Сото» (ісп. A. B. Bezana-Soto) — баскетбольний клуб кантабрійської ліги.
- «Гандбольна асоціація Бесана» (ісп. Asociación de Balonmano Bezana) — гандбольний клуб Ліги часті.
- «Легка атлетика Бесана» (ісп. Atletismo Bezana) — легкоатлетичний клуб Кампо де Сото і Альберісія.
- «Пенья Болістика Санта Крус Де Бесана» (ісп. Peña Bolística Santa Cruz de Bezana) — боулінговий клуб 2-ї ліги, де грають у кантабрійський різновид боулінга — боло пальма (bolo palma[es]).
- «Пенья Болістика Пресанес Саце» (ісп. Peña Bolística Prezanes Sace) — боулінговий клуб 3-ї ліги.
- «Пенья Болістика Ель Корро» (ісп. Peña Bolística El Corro) — боулінговий клуб 3-ї ліги.

## Побратими
- Мартіньяс-сюр-Жаль

## Галерея зображень

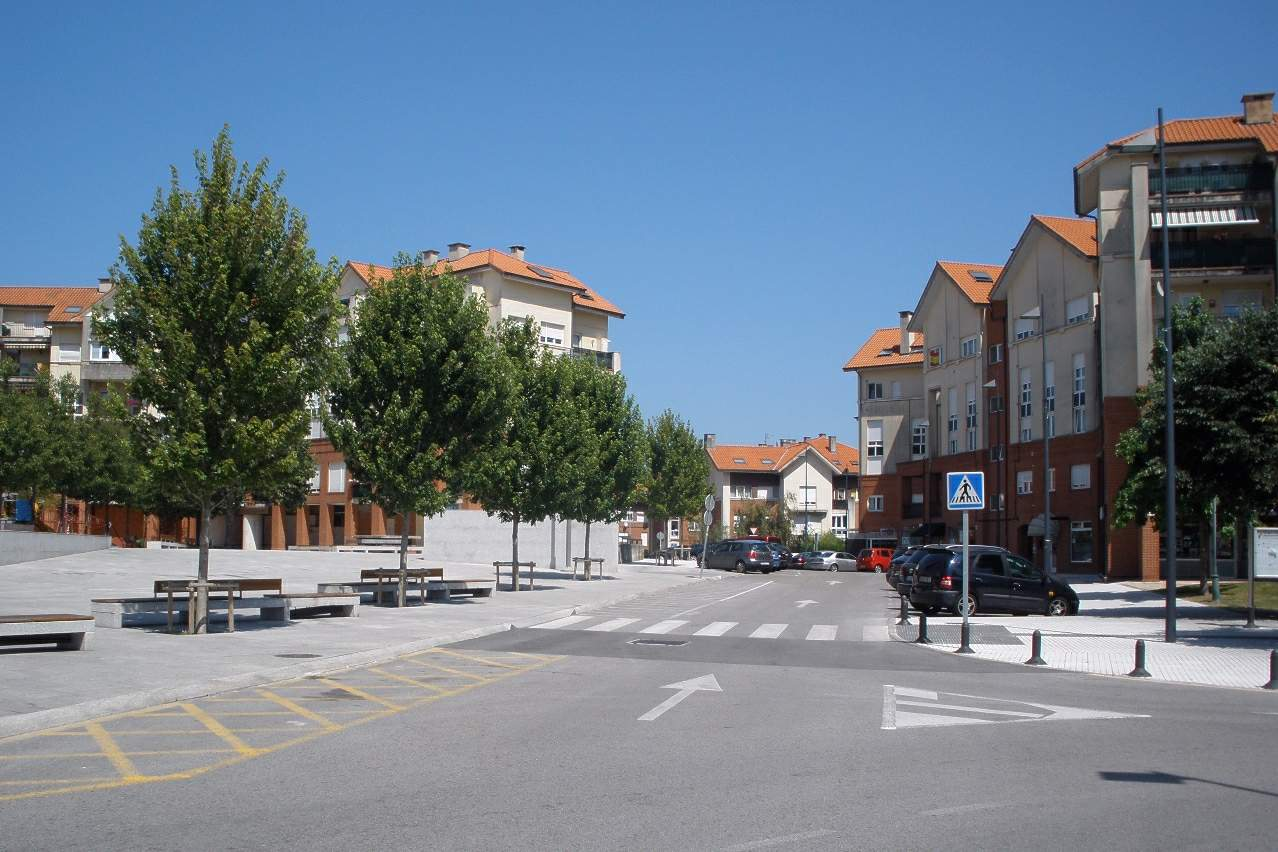
Вид на площу Консуели Бергес у Бесані
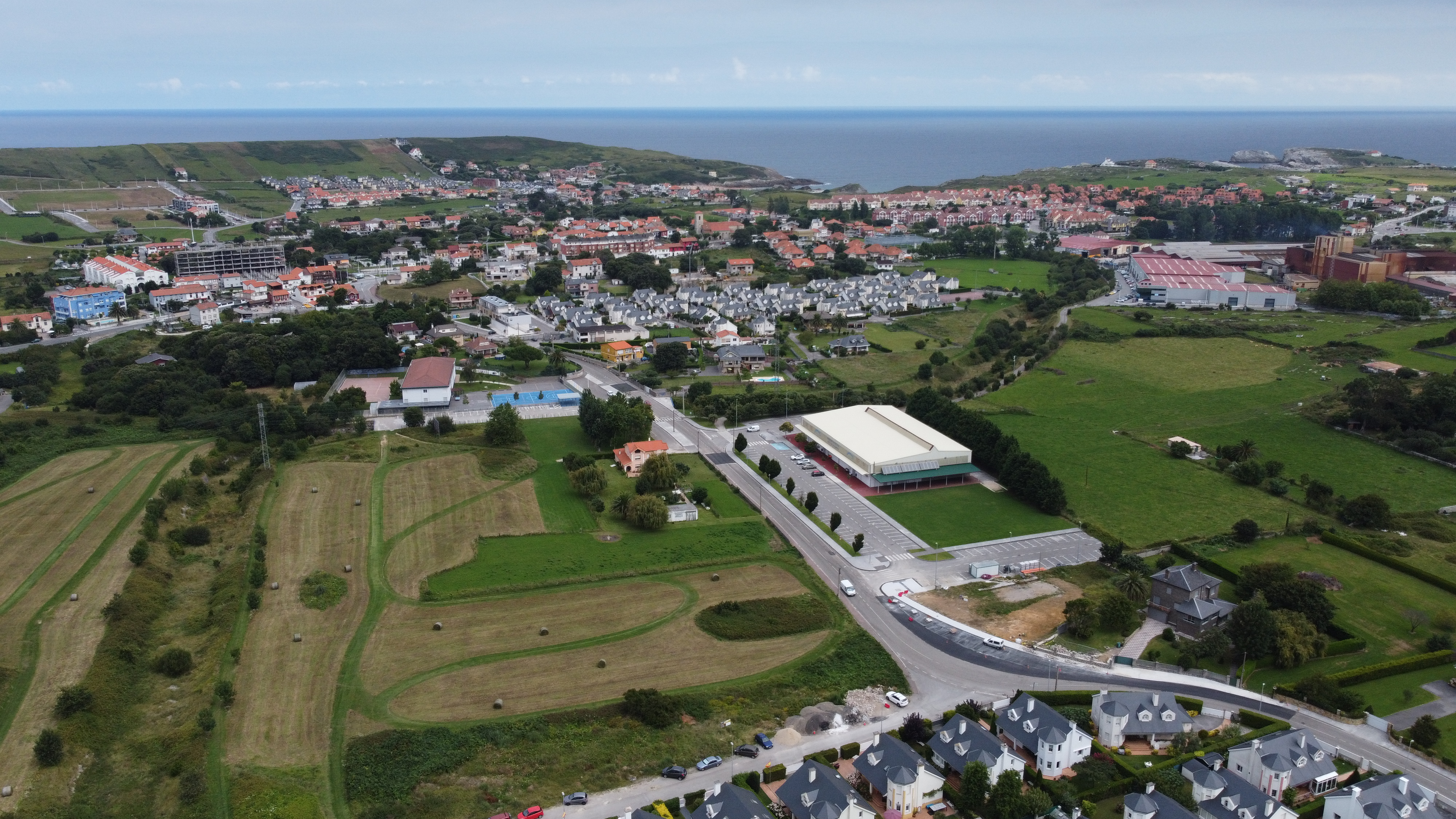
Панорамний вид із півдня на місто Сото-де-ла-Маріна
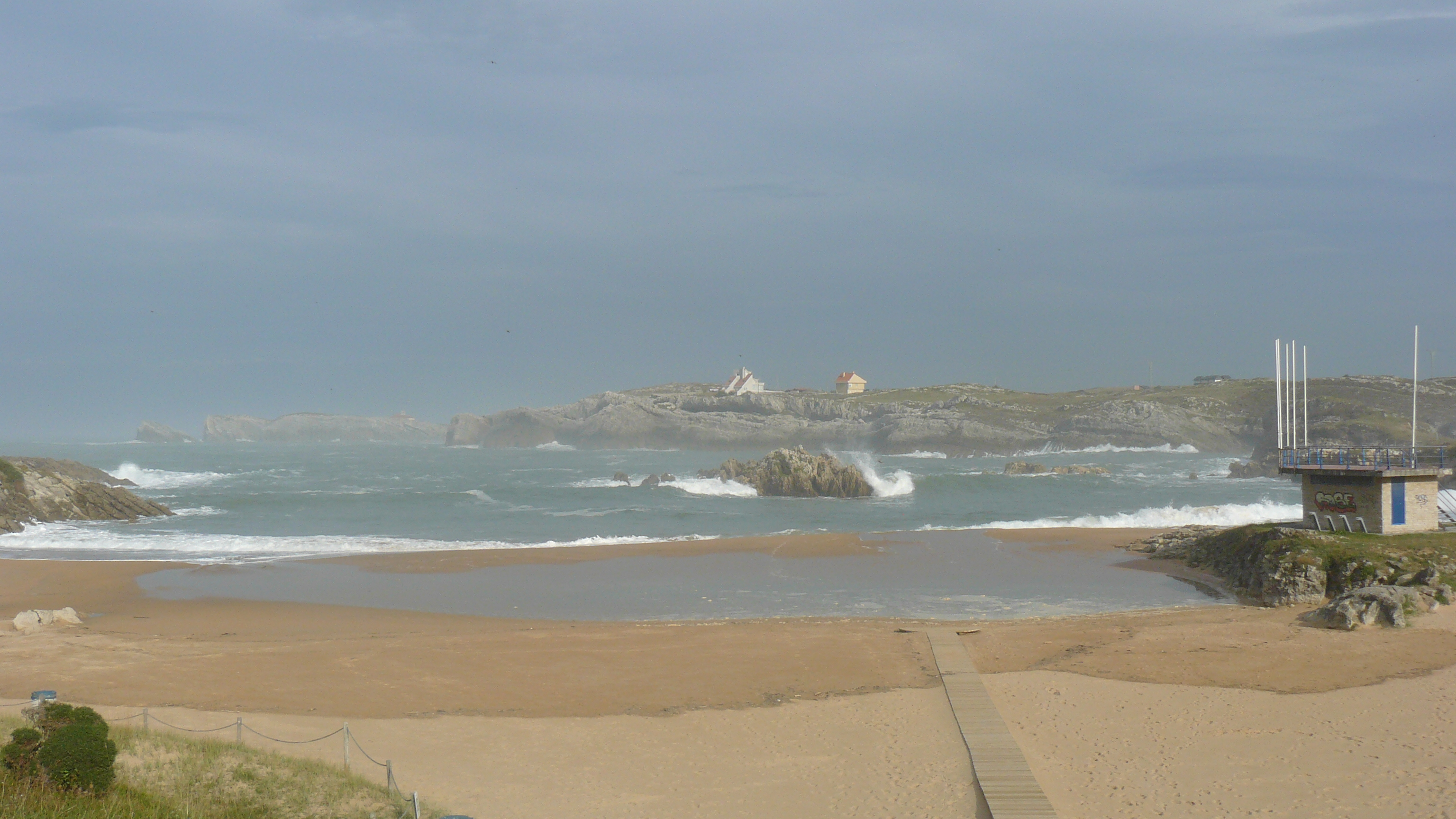
Пляж Сан-Хуан-де-ля-Канал під час припливу
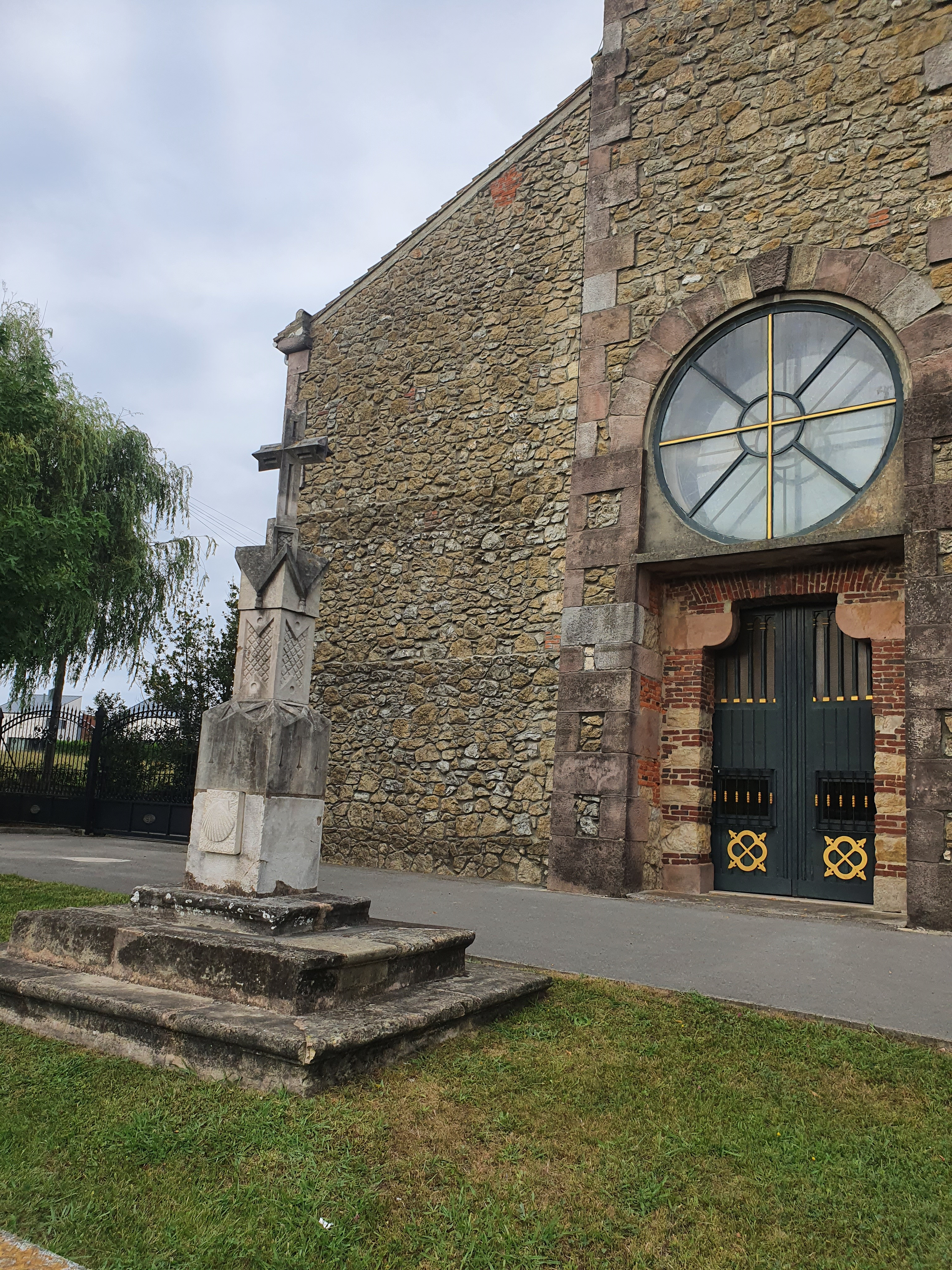
Парафіяльна церква «Парокуія Санта Крус де Бесана (ісп. Parroquia Santa Cruz de Bezana)», яка розташована на проспекті Хосе Марія Де Переда в Бесані
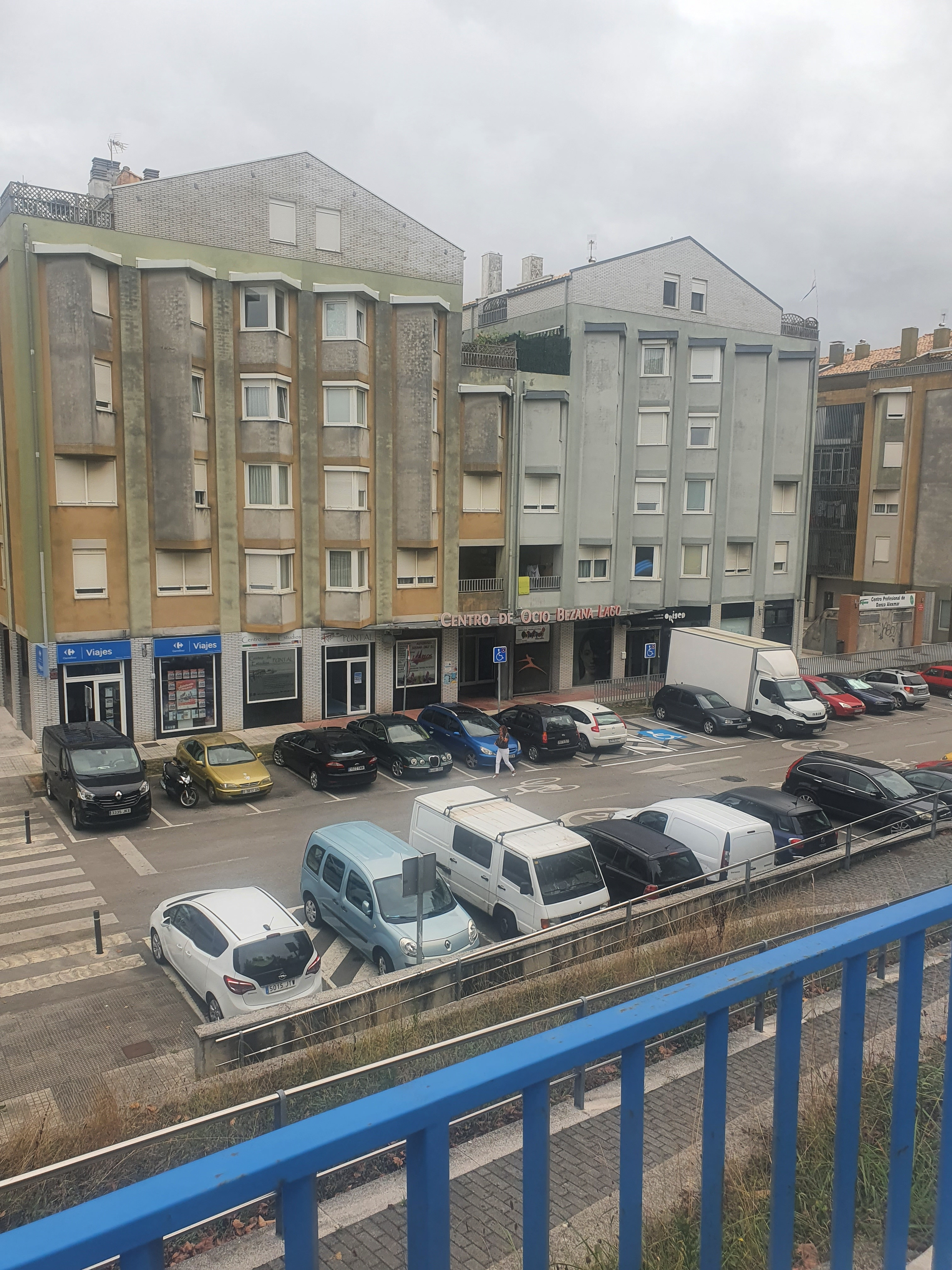
Центр відновлення та відпочинку в Бесані
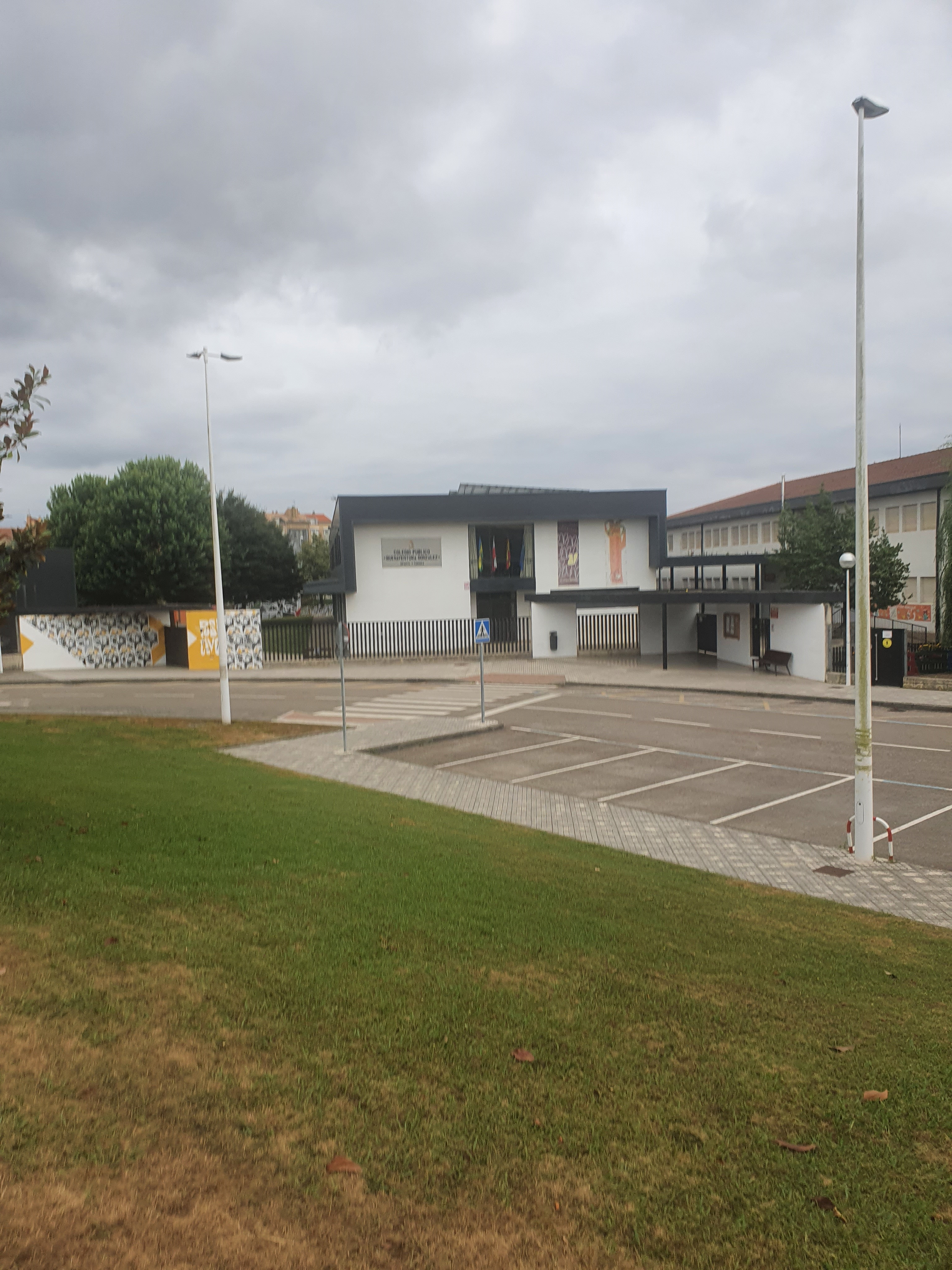
Вхід до навчального закладу «Буенавентура Гонсалес» у Бесані
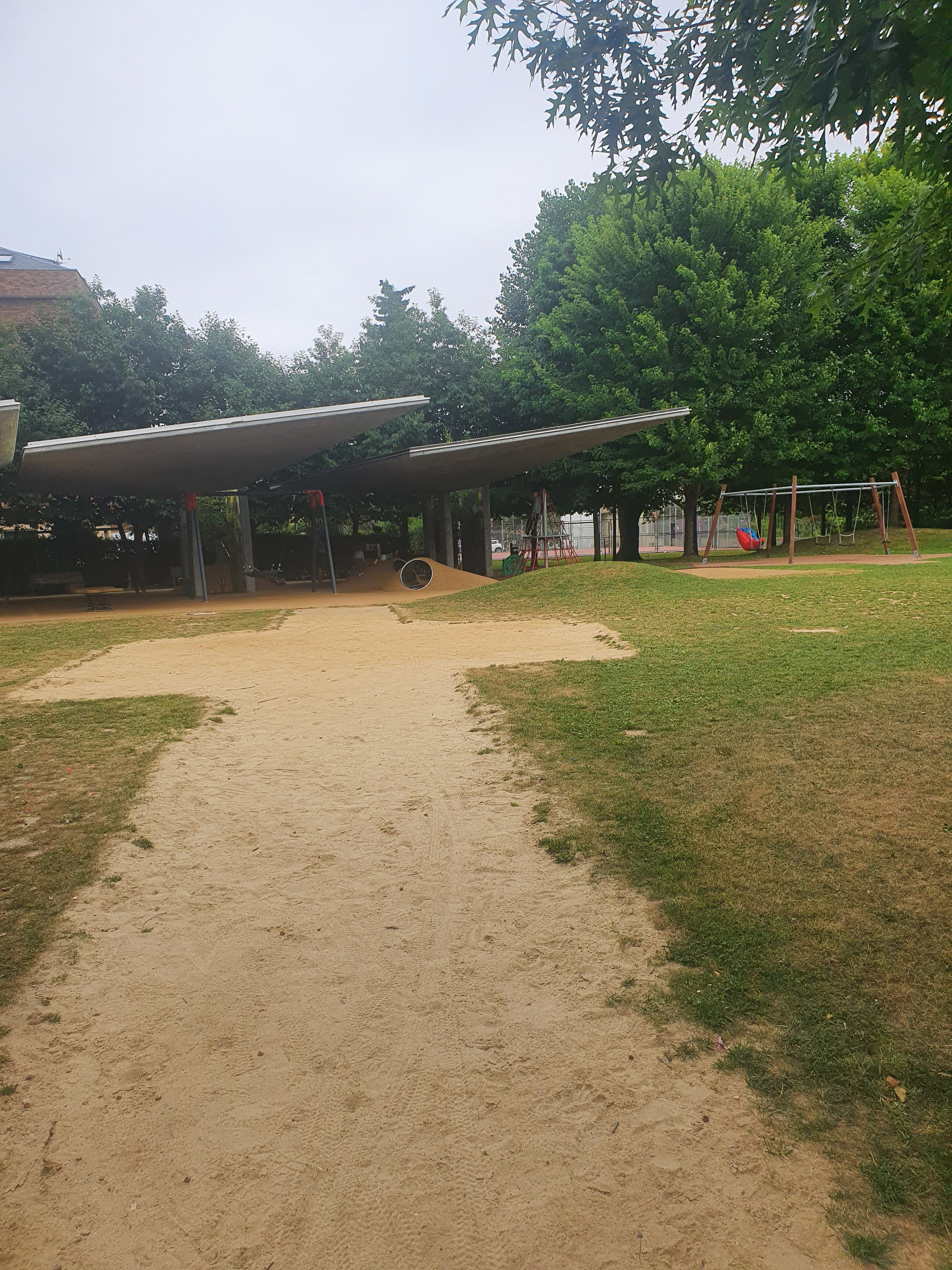
Ігровий дитячий майданчик у Бесані
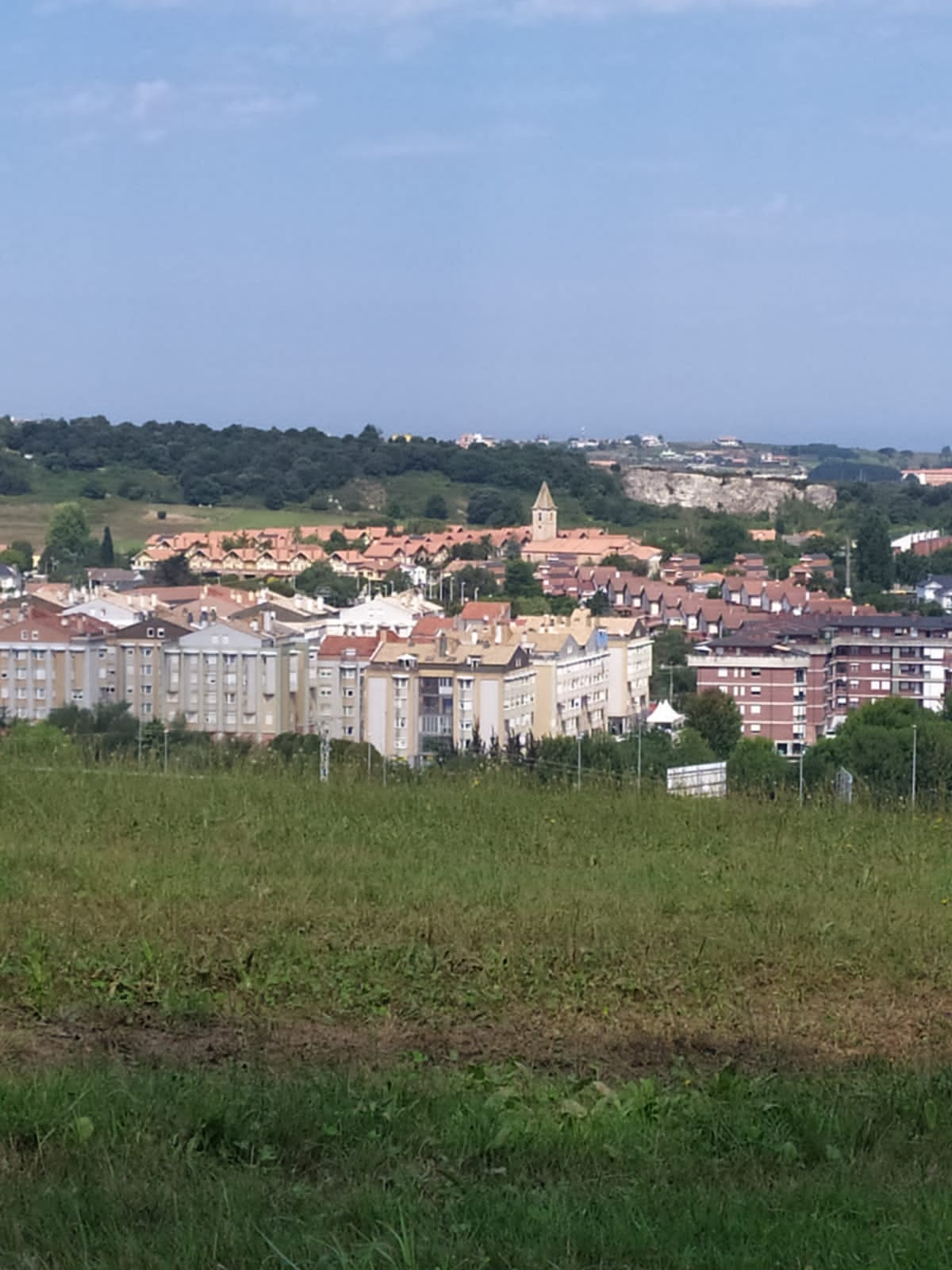
Вигляд будинків та церкви Бесани з пагорба Ігойо
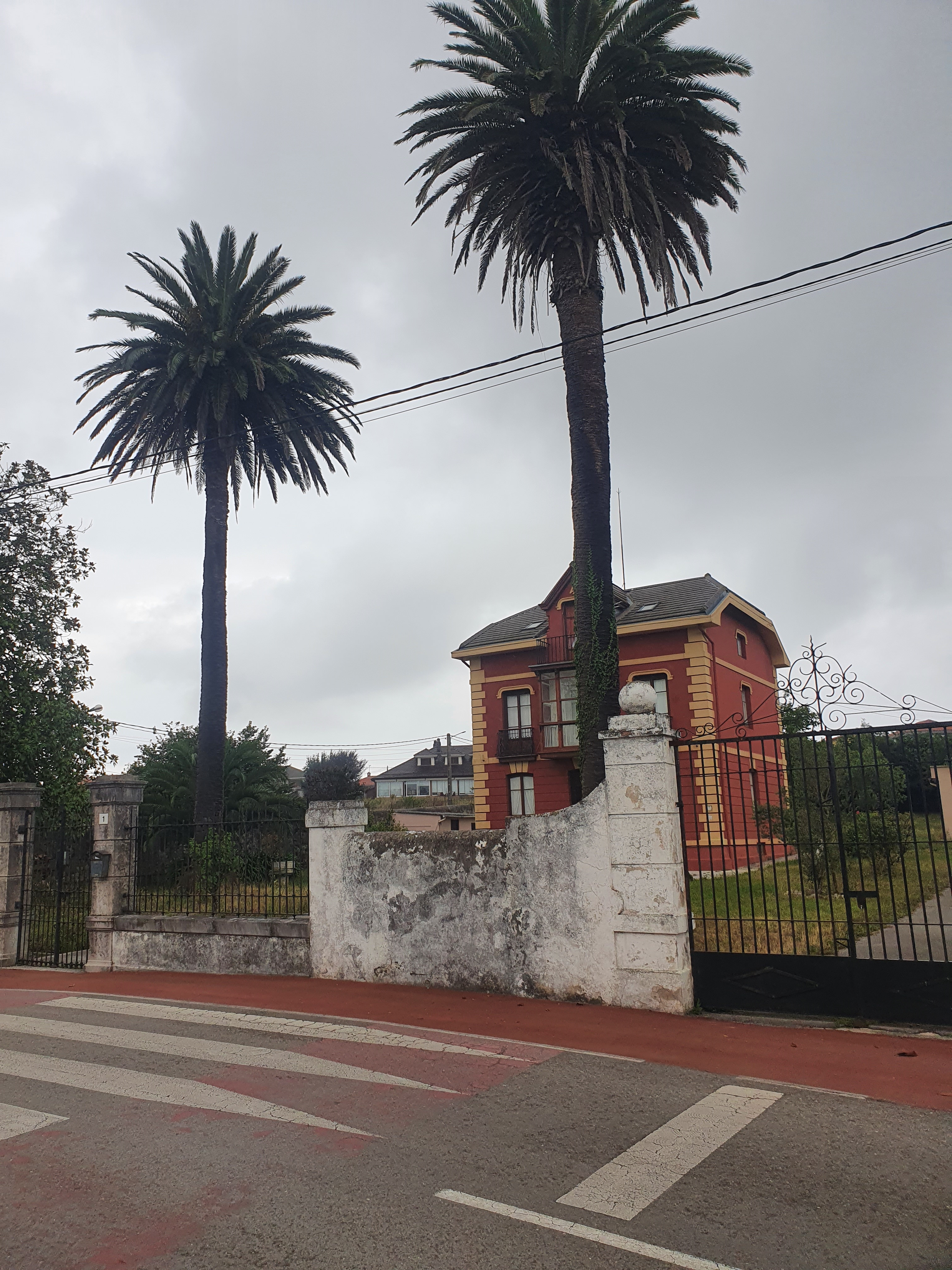
Будинок із пальмами на вулиці Сан-Хуан у Бесані
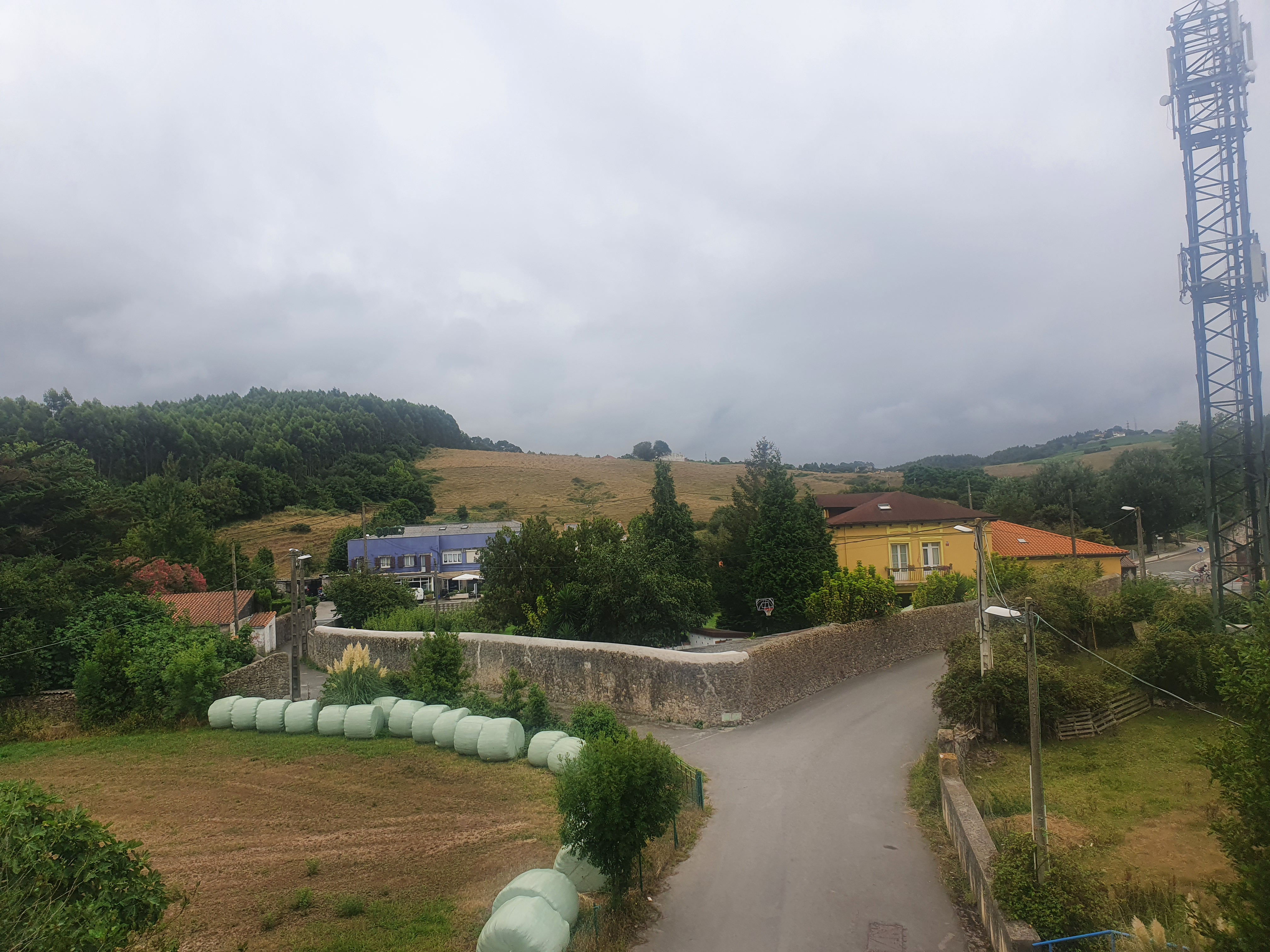
Вулиця Менендес Пелайо в Бесані, яка має трикутне спрямування. Вид з моста над шосе Кантабрія—Месета. Вулиця входить до Авеніда де Санта-Крус, за якою знаходяться пагорби Ігойо